# Tetragnatha micrura
Tetragnatha micrura este o specie de păianjeni din genul Tetragnatha, familia Tetragnathidae, descrisă de Kulczynski, 1911. Conform Catalogue of Life specia Tetragnatha micrura nu are subspecii cunoscute.